# Uriel Álvarez
Uriel Álvarez Rivera (ur. 1 maja 1990 w Acapulco) – meksykański piłkarz występujący na pozycji środkowego lub prawego obrońcy.

## Kariera klubowa
Álvarez jest wychowankiem zespołu Club Santos Laguna z siedzibą w mieście Torreón, do którego seniorskiej drużyny został włączony jako dziewiętnastolatek przez szkoleniowca Sergio Bueno. W meksykańskiej Primera División zadebiutował 16 sierpnia 2009 w wygranym 3:2 spotkaniu z Cruz Azul, zaś premierowego gola w najwyższej klasie rozgrywkowej strzelił 27 lutego 2010 w zremisowanym 1:1 meczu z Querétaro. W tym samym sezonie, Bicentenario 2010, zdobył ze swoją drużyną tytuł wicemistrza Meksyku. Sukces ten powtórzył również pół roku później, podczas jesiennych rozgrywek Apertura 2010. Początkowo często pojawiał się na boiskach w wyjściowej jedenastce, lecz później stracił pewne miejsce w składzie i w połowie 2011 roku udał się na sześciomiesięczne wypożyczenie do Puebla FC, gdzie jednak nie wystąpił w żadnym spotkaniu. W styczniu 2012 wypożyczono go po raz kolejny, tym razem do drugoligowego Tiburones Rojos de Veracruz, w którego barwach również występował przez pół roku bez większych sukcesów.
Latem 2012 Álvarez został ściągnięty na wypożyczenie do ekipy Monarcas Morelia przez Rubéna Omara Romano, swojego byłego trenera z Santos Laguny. Tam występował przez kolejny rok, pełniąc rolę podstawowego zawodnika zespołu, lecz nie odniósł z nim poważniejszych osiągnięć. W lipcu 2013, również na zasadzie wypożyczenia, zasilił drużynę Chiapas FC z siedzibą w mieście Tuxtla Gutiérrez.
| Sezon     | Klub                        | Kraj   | Rozgrywki  | Mecze | Bramki |
| --------- | --------------------------- | ------ | ---------- | ----- | ------ |
| 2009/2010 | Club Santos Laguna          | Meksyk | Liga MX    | 27    | 1      |
| 2010/2011 | Club Santos Laguna          | Meksyk | Liga MX    | 22    | 0      |
| 2011/2012 | Puebla FC                   | Meksyk | Liga MX    | 0     | 0      |
| 2011/2012 | Tiburones Rojos de Veracruz | Meksyk | Ascenso MX | 9     | 0      |
| 2012/2013 | Monarcas Morelia            | Meksyk | Liga MX    | 30    | 0      |
| 2013/2014 | Chiapas FC                  | Meksyk | Liga MX    |       |        |